# 兒童報
《兒童報》，是1960年2月出版的香港第一份彩色兒童刊物，1966年9月停刊。督印人劉惠琼，司徒華、何紫等曾任該報編輯，何紫更於八十年代創辦了《陽光之家》。將刊登過的文章輯為叢書，包括《童話世界》、《童話天地》、《劉惠瓊生活故事集》等。